# 호모 날레디
호모 날레디(Homo naledi)는 사람속에 속하는 화석 인류이다. 남아프리카 공화국의 인류의 요람이라 불리는 라이징 스타라는 둥굴 지역에서 발견되었다. 호모 날레디는 남아공어로 '별'이라는 뜻이다. 생존 시기는 당초 250만년 전에서 280만년 전이라고 여겨졌으나, 호모 날레디 유골을 최초로 발견한 리 버거(Lee Berger) 비트바테르스란트 대학교 교수팀이 2017년 5월 9일 발표한 연대 추정에 의하면, 그보다 훨씬 최근인 20~30만 년 전인 것으로 나타났다. 이는 곧 호모 날레디가 현생 인류와 일부 공존했던 시기도 있었다는 것을 의미한다.